# Private Trust Company

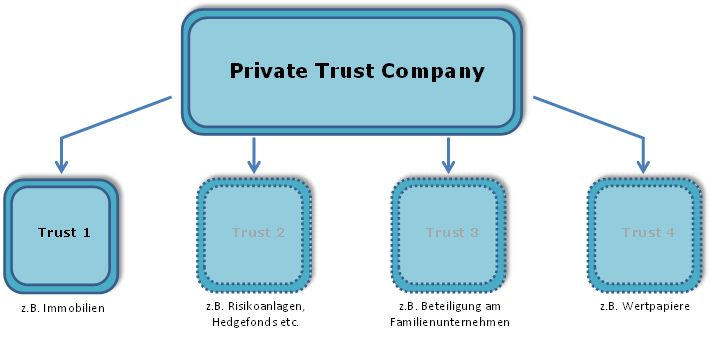
Grafik 1 - Private Trust Company - Grundstruktur.

Eine Private Trust Company (PTC) ist eine Sonderform einer Gesellschaft in einigen sog. Offshore-Rechtsordnungen aber auch im Fürstentum Liechtenstein, bei welcher als Trustee (rechtlicher Eigentümer) eines oder mehrerer Trusts die PTC auftritt.
Teilweise wird verlangt (z. B. auf den British Virgin Islands), dass die von der PTC geleiteten Trusts miteinander eine enge Verbindung haben, z. B. dass die Begünstigten der jeweiligen Trusts miteinander direkt verwandt sind etc.     

## Organisation

### Funktion
Die PTC hat den Zweck und die Funktion als juristische Einrichtung eine gewisse Stabilität und Einfluss, vor allem des Settlors (Trustgründer), zu gewährleisten, nachdem der Trust sich verselbständigt hat. Der Trustee (im vorliegenden Sachverhalt die PTC) ist zwar formell Eigentümer des Trustvermögens und bereits durch die Trusturkunde etc. gebunden, wird aber durch die Verwaltungsebene der PTC auch in diesem Handlungsspielraum noch weiter beschränkt. Zugleich wird der Trustee dadurch aber auch von seiner umfassenden Verantwortung entlastet.
Die Verwaltungsebene der PTC und deren Mitglieder werden meist durch die Anteilseigner der PTC bestimmt.
Weiterer Vorteil der PTC ist, dass diese als Trustee dauerhaft bestimmt werden kann und ein Wechsel in den Personen der Verwaltungsebene oder deren Organisation keinen Einfluss auf die Funktion als Trustee hat. Muss in einem anderen Trust der Trustee ausgetauscht werden, kann dies unter Umständen zu einem längerdauernden Abberufungs- und/oder Neubestellungsverfahren oder sogar zum Untergang des Trusts führen. Dies wird durch die PTC als Trustee vermieden.
Neben der PTC kann weiterhin auch ein Protector oder Beirat etc. bestehen, wenngleich dies selten sinnvoll sein wird, da die Verwaltungsebene der PTC vielgestaltig und den entsprechenden Interessen und Schwerpunkten gemäß ausgestaltet werden kann.

### Rechtsform
Die PTC ist meist eine Kapitalgesellschaft (z. B. Aktiengesellschaft), kann aber in Liechtenstein auch eine Anstalt sein oder eine Stiftung.
Die British Virgin Islands und Cayman Islands verlangen dabei im Sinne eines Verkehrs- und Gläubigerschutzes, dass eine Gesellschaft, die als PTC handelt, im Firmennamen den Zusatz „PTC“ oder Private Trust Company trägt. Dies ist in anderen Staaten nicht immer erforderlich.

#### Fürstentum Liechtenstein
Eine PTC ist in der Rechtsordnung des Fürstentums Liechtenstein seit Jahrzehnten möglich. Eine spezielle Kennzeichnung als PTC ist nicht gefordert.

### Wirtschaftliche Tätigkeit
Da PTCs oftmals nur einen eng begrenzten Personenkreis umfassen dürfen (z. B. eine Familie), bieten PTC die Leistungen nicht öffentlich an und bewerben diese nicht.  

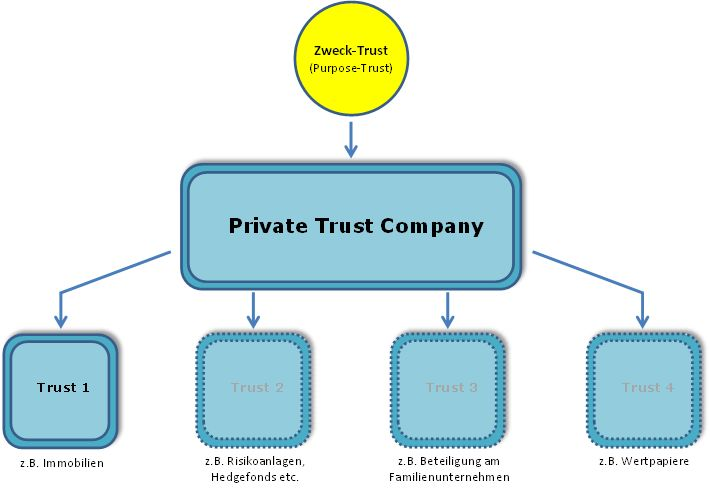
Grafik 2 - Private Trust Company - Grundstruktur mit Zweck-Trust.

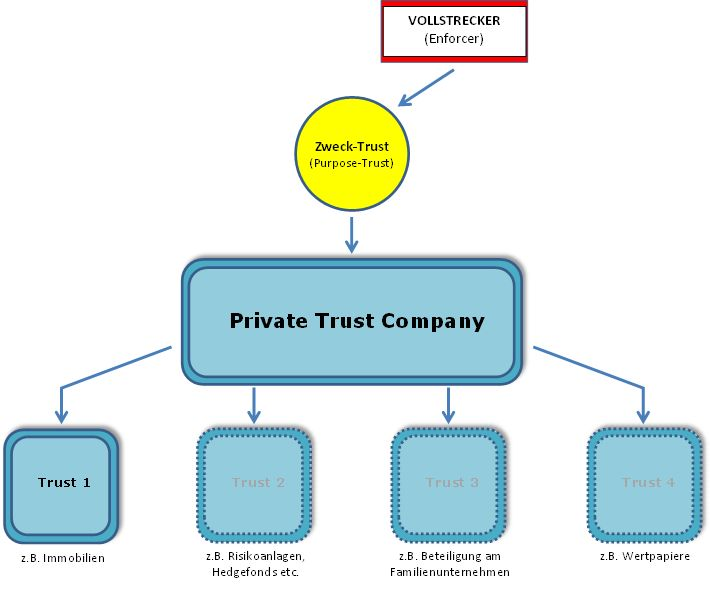
Grafik 3 - Private Trust Company - Grundstruktur mit Zweck-Trust und Vollstrecker

PTC dürfen meist keinen Gewinn erzielen und die Leistungen nur kostendeckend ausführen. Diese Leistungen bestehen meist in den Honoraren für die Personen, welche in der Verwaltungsebene tätig werden und den direkten Aufwendungen für die Gesellschaft selbst.

### Zweck-Trust
Einziger Zweck des „Zweck-Trust“ (engl.: Purpose-Trust) ist in den meisten Fällen das Halten von Anteilen an einem oder mehreren PTCs. Bei einem Zweck-Trust sind keine Begünstigten vorhanden, sondern es steht lediglich der Zweck im Vordergrund, die Anteil einer PTC zu halten.
Der Trustee des Zweck-Trusts ist in der Regel ein professioneller Trustee.
Um wiederum den Zweck-Trust zu kontrollieren, kann ein Vollstrecker eingesetzt werden.

### Vollstrecker
Der Vollstrecker (engl.: Enforcer) ist meist eine natürliche Person, welche dafür sorgen soll, dass die Vorgaben des Settlors eingehalten werden.

## Abgrenzung
Die PTC ist vom Protector eines Trusts zu unterscheiden. Während der Protector in der Regel zu Gunsten aller Begünstigten und des Settlors bzw. des Trusts zu handeln hat, handelt die PTC oftmals im (hauptsächlichen) Interesse der Settlors bzw. dessen Familie.

## Kritik an Trusts
Dem Rechtsinstitut des Trusts wird teilweise generell unterstellt,
- ein Mittel zur Verdunkelung der tatsächlichen Eigentumsverhältnisse zu sein,
- als ein Instrument zur Steuerhinterziehung verwendet zu werden,
- dass dadurch Geldwäscherei begünstigt wird, und auch
- Verletzung von Pflichtteilsrechten erleichtert werden,
- etc.[7]

Die Struktur der PTC ist in diesem Rahmen grundsätzlich geeignet, die Eigentums- und Einflussverhältnisse noch weiter zu verschleiern. Die Grenze des Einflusses der PTC liegt dort, wo die Wirksamkeit des Trusts selbst in Frage gestellt wird, wobei diese Grenze sehr fließend sein kann.